# Dendromus nyikae
Dendromus nyikae é uma espécie de roedor da família Nesomyidae.
Pode ser encontrada na Angola, República Democrática do Congo, Malawi, Moçambique, África do Sul, Tanzânia, Zâmbia e Zimbabwe.
Os seus habitats naturais são: savanas húmidas.